# U-45 (1938)
U-45 — средняя немецкая подводная лодка типа VIIB времён Второй мировой войны.

## История
Заказ на постройку субмарины был отдан 21 ноября 1936 года. Лодка была заложена 23 февраля 1937 года на верфи «Германиаверфт» в Киле под строительным номером 580, спущена на воду 27 апреля 1938 года. Лодка вошла в строй 25 июня 1938 года под командованием капитан-лейтенанта Александра Гелхаара и была зачислена в 7-ю флотилию.
Лодка совершила два боевых похода, 14 октября 1939 года потопила два судна суммарным водоизмещением 19 313 брт из конвоя KJF-3, но после этого сама была потоплена в районе с координатами 50°58′ с. ш. 12°57′ з. д. глубинными бомбами с британских эсминцев HMS Inglefield, HMS Ivanhoe и HMS Intrepid. Все 38 членов экипажа погибли.

## Потопленные суда
| Дата     | Тип            | Принадлежность | Дата            | Тоннаж (БРТ) | Груз                                                                | Судьба   | Место                     |
| Bretagne | грузовое судно | Франция        | 14 октября 1939 | 10 108       | генеральный                                                         | потоплен | 50°20′ с. ш. 12°45′ з. д. |
| Lochavon | грузовое судно | Великобритания | 14 октября 1939 | 9 205        | Пассажиры, генеральный груз, включающий 31000 ящиков с сухофруктами | потоплен | 50°25′ с. ш. 13°10′ з. д. |